# CJ바이오사이언스
CJ바이오사이언스 주식회사(영어: CJ Bioscience)는 CJ제일제당 휴먼 바이오 부문 계열의 마이크로바이옴 기업이다.